# Hans-Jürgen Goy
Hans-Jürgen Goy (* 31. Mai 1952) ist ein ehemaliger deutscher Fußballspieler. In der Saison 1975/76 der 2. Bundesliga Nord bestritt Goy für den Spandauer SV 25 Saisonspiele. Dabei gelangen dem Mittelfeldspieler zwei Tore.

## Laufbahn
Hervorgegangen ist Hans-Jürgen Goy aus dem SC Staaken, aus dem westlichen Berliner Bezirk Spandau. Bei den Blau-Weißen vom Stadion Am Bahnhof Staaken, kam der junge Spieler in der Saison 1970/71 bereits in der Fußball-Regionalliga Berlin in 29 Pflichtspielen zum Einsatz, wo er fünf Tore erzielte. Staaken stieg als 11. in die Amateurliga ab und Goy spielte bis zur Saison 1974/75 mit dem SC in der höchsten Berliner Amateurklasse. In der Saison 1973/74 gewann er mit Staaken die Berliner Meisterschaft und trat gegen den SC Victoria Hamburg im Wettbewerb um die Amateurmeisterschaft an. Der Berliner Amateurmeister 1975 und Aufsteiger in die 2. Bundesliga Nord, Spandauer SV, verpflichtete den Mittelfeldspieler aus Staaken zur Saison 1975/76.
Bei den Rot-Weißen vom Stadion an der Neuendorfer Straße – die Spiele in der 2. Bundesliga wurden aber im Stadion Askanierring ausgetragen – starteten mit Spielführer Lothar Groß und Trainer Fritz Martin am 9. August 1975 mit dem Heimspiel gegen Union Solingen in die 2. Bundesliga. Bei der 2:7-Heimniederlage kam Goy noch nicht zum Einsatz. Er debütierte am fünften Spieltag, den 30. August 1975, bei der 0:1-Heimniederlage gegen Schwarz-Weiß Essen als Mittelfeldspieler in der 2. Liga. Auch in den zwei Stadtderbys in der Hinrunde gegen Wacker 04 und Tennis Borussia war er aktiv. Die Runde beendete Spandau mit Goy am 12. Juni 1976 mit einer 1:4-Niederlage bei Göttingen 05. Auf dem 20. Platz, mit 8:68 Punkten und einem Torverhältnis von 33:115 Zählern stieg Spandau in das Berliner Amateurlager ab. Goy spielte auch noch 1976/77 bei Spandau und verlor in der 2. Hauptrunde im DFB-Pokal am 17. Oktober 1976 das Heimspiel gegen den SV Darmstadt 98 mit 2:3 Toren.

## Weblink
- Hans-Jürgen Goy in der Datenbank von fussballdaten.de

| Personendaten    | Personendaten            |
| ---------------- | ------------------------ |
| NAME             | Goy, Hans-Jürgen         |
| KURZBESCHREIBUNG | deutscher Fußballspieler |
| GEBURTSDATUM     | 31. Mai 1952             |